# Władysław Goral

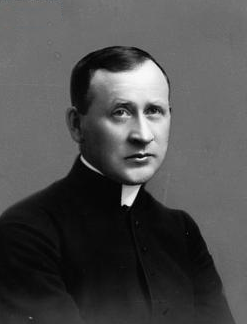
Władysław Goral (1939)

Władysław Goral (* 1. Mai 1898 in Stoczek; † Februar 1945 im KZ Sachsenhausen) war ein polnischer römisch-katholischer Weihbischof des Bistums Lublin.
Im Frühjahr 1945 von den Nazis ermordet, erkannte die römisch-katholische Kirche sein Martyrium 1999 an und Johannes Paul II. sprach ihn am 13. Juni 1999 als einen der 108 Polnischen Märtyrer des deutschen Besatzungsregimes 1939–1945 selig.

## Leben
Ab 1916 absolvierte er ein vierjähriges Studium am Theologischen Seminar in Lublin und ging daraufhin nach Rom, wo er Philosophie studierte. Am 18. Dezember 1920 wurde er zum Priester geweiht. Am 10. August 1938 wurde er zum Weihbischof von Lublin und zum Titularbischof von Meloë in Isauria ernannt. Am 9. Oktober 1938 spendete ihm Marian Leon Fulman die Bischofsweihe.
Am 17. November 1939 mittags verhaftete die Geheime Staatspolizei im Rahmen der Sonderaktion Lublin den Bischof und er wurde mit 13 Priestern in das Gestapo-Gefängnis in der Burg von Lublin gebracht. Am 27. November wurden sie zum Tode verurteilt, später wurde das Urteil in lebenslange Freiheitsstrafe umgewandelt. Am 4. Dezember 1940 wurden sie in das KZ Sachsenhausen verbracht.
Goral wurde bei seiner Ankunft in Sachsenhausen in einer Einzelzelle inhaftiert. Hier hatte er nicht die Möglichkeit, die Sakramente zu empfangen.
Seine Häftlingsnummer war bis 1943 die Nummer 5605, im Anschluss die Nummer 13981.
Sein Todesdatum lässt sich nicht genau beziffern, liegt aber wahrscheinlich im Februar 1945.

## Ehrungen
Am 16. April 1949 wurde ihm postum die Komtur mit Stern des Ordens Polonia Restituta verliehen.

## Verehrung und Patronat
Johannes Paul II. sprach ihn am 13. Juni 1999 als einen der 108 Polnischen Märtyrer des deutschen Besatzungsregimes 1939–1945 selig. 2004 wurde er zum Patron einer neu errichteten Pfarrei des Erzbistums Lublin erhoben.